# Madra (K), Afzalpur
Madra (K) là một làng thuộc tehsil Afzalpur, huyện Gulbarga, bang Karnataka, Ấn Độ.